# Leo Leander Bekaert
Leo Leander Bekaert (Zwevegem, 28 januari 1855 – aldaar, 25 oktober 1936) was een Belgische ondernemer. Hij was de oprichter van het metaalbedrijf Bekaert en burgemeester van Zwevegem.

## Biografie
Leo Leander Bekaert, telg uit het geslacht Bekaert, was de enige zoon van Leonardus Bekaert en Juliana Delebarre, die samen vijf kinderen hadden. Eerst was Bekaert winkelier en koster in Zwevegem, hij bespeelde het orgel in de Sint-Amanduskerk in Zwevegem. In 1888 trouwde hij met Marie Masureel uit Bavikhove. Samen kregen ze vijf kinderen: Maurice Bekaert, Léon-Antoine Bekaert, Marie-Louise Bekaert, Antoinette Bekaert en Isabella Bekaert. 
Hij was oprichter van nv Bekaert in 1880 en als eerste produceerde hij prikkeldraad in België, naar de uitvinding in 1873 gedaan door de Amerikaan Joseph F. Glidden.
In 1927 schreef L.L. Bekaert 'De Geschiedenis der Gemeente Sweveghem'.
Overigens had hij sympathieën voor het Verdinaso.

## Burgemeester
Bekaert werd in 1904 gemeenteraadslid van Zwevegem. Van 21 juli 1921 tot 10 januari 1927 was hij burgemeester van de gemeente. Na zijn dood werd hij opgevolgd door zijn zoon Léon-Antoine Bekaert.
Hij was voorzitter, soms stichter van verschillende verenigingen:
- Muziekmaatschappij 'De Ware Vrienden'
- Toneelgroep Kunst en Genoegen
- Sint-Antoniusgilde

In 1900 werd hij plaatsvervangend lid in de provincieraad van West-Vlaanderen, maar pas op 17 december 1918 werd hij effectief lid. Hij bleef dit tot aan zijn overlijden.